# Гамбийско-малайзийские отношения
Гамбийско-малайзийские отношения — двусторонние дипломатические отношения между Гамбией и Малайзией. И Гамбия, и Малайзия являются частью Содружества наций и членами Организации исламского сотрудничества.

## Экономические отношения
В 1991 году Гамбия обратилась за помощью к Малайзии для увеличения производства риса. До настоящего времени отношения между двумя странами в основном осуществлялись в области технической помощи, такой как в области образования и профессиональной подготовки. Правительство Малайзии призвало компании из Гамбии обдумать возможность сотрудничества и создания совместных предприятий с малазийскими компаниями для взаимовыгоды двух стран. Поскольку Гамбии была оказана честь принять саммит Организации исламского сотрудничества в 2018 году, правительство Гамбии обращается за поддержкой к правительству и народу Малайзии и приглашает малайзийских инвесторов инвестировать в страну. Гамбия также обратилась за поддержкой к властям Малайзии для оказания технической поддержки Гамбии в попытке укрепить в стране систему шариатских судов.